# Sabot de Malepeyre
Ne doit pas être confondu avec Peyremale.
Le Sabot de Malepeyre est une roche calcaire qui a été sculptée avec le temps par l'eau circulant aux temps géologiques. Il est situé sur le territoire de la commune de La Canourgue au bord de la route départementale 988.

## Histoire
Le Sabot de Malepeyre est un site naturel classé par décret du 24 août 1936.
Il affecte, de loin, sous certains angles de vue la forme d'un sabot géant, d'où sa dénomination populaire.